# Aleksandr Samóilov
Aleksandr Vladímirovich Samóilov (Kémerovo, 29 de octubre de 1952 - Moscú, 9 de diciembre de 2020) fue un actor de teatro y cine soviético y ruso. Artista de Honor de la Federación de Rusia (1997).

## Biografía
Aleksandr Samóilov nació el 29 de octubre de 1952 en Kémerovo. Hijo del artista popular de la URSS Vladímir Yákovlevich Samóilov (1924-1999) y la actriz Nadezhda Fiódorovna Samóilova (1923-1999). Cuando Aleksandr crecía, sus padres estaban ocupados en el trabajo y asistió a una escuela para adolescentes difíciles durante algún tiempo.
Se graduó del Instituto ruso de arte teatral en 1977. Trabajó en el teatro. Vl. Mayakovski y en el Teatro Dramático Regional de Moscú.
Desde 1994 fue miembro del Teatro de Arte de Moscú.

## Vida personal
Se casó en tres ocasiones, tuvo 6 hijos. Aleksandr de su primera esposa (Natalia), Nadezhda y Svetlana de su segunda esposa (Natalia) y Vladímir, Konstantín y Arkadi de su tercera esposa (Irina).
Falleció a los sesenta y nueve años el 9 de diciembre de 2020 después de una larga enfermedad. Se cree que la causa preliminar de la muerte de Samóilov es el COVID-19.

## Trayectoria teatral
- "Lagarto" A. Volodin - el secuestrador.[2]
- "La vida de Klim Samgin" M. Gorki - Padre Zajary.
- "Lady Macbeth del distrito de Mtsensk" N. Leskova - Sergey.
- "¡Larga vida a la reina! Vivat! " R. Bolta - Ricio.
- "Isabel de Inglaterra" F. Bruckner - Conde de Essex.[2]
- "Un hombre del género femenino" de J. J. Bricker, M. Lasegue - Albert Lamar.
- “ Culpable sin culpa ” A. NORTE. Ostrovski ... Director: Yuri Grigoryan - Milovzorov.[2]
- "El Maestro y Margarita" M. Y. Bulgákov ... Director: Ruben Vartapetov - Berlioz.